# G (lettre)
Pour les articles homonymes, voir G.
Cette page contient des caractères spéciaux ou non latins. S’ils s’affichent mal (▯, ?, etc.), consultez la page d’aide Unicode.
G (appelée gé, /ʒe/, en  français) est la septième lettre et la 5e consonne de l'alphabet latin.

## Histoire
Cette lettre de l'alphabet latin est une des rares, avec Y et Z, à ne pas être d'origine étrusque ; c'est une innovation romaine due à Spurius Carvilius Ruga, qui, au IIIe siècle avant notre ère, a modifié le tracé de la lettre C venant du gamma (Γ γ) grec. Henri Jordan (en) attribue plutôt cette innovation à Appius Claudius Caecus,).
Les Étrusques, en effet, n'ayant pas besoin d'un son [g], avaient donné au descendant du gamma le son [k] : jusqu'à l'invention du G, les Romains se servaient donc de C pour noter les sons [g] et [k] ; cet usage se trouve encore dans l'abréviation des prénoms romains Gaius, noté C., et Gnæus, écrit Cn.
 Le dessin de la clef de sol est dérivé de la  lettre G (note pour sol).
Pour plus de détails, consultez l'article rhotacisme, section « influence sur l'alphabet latin ».

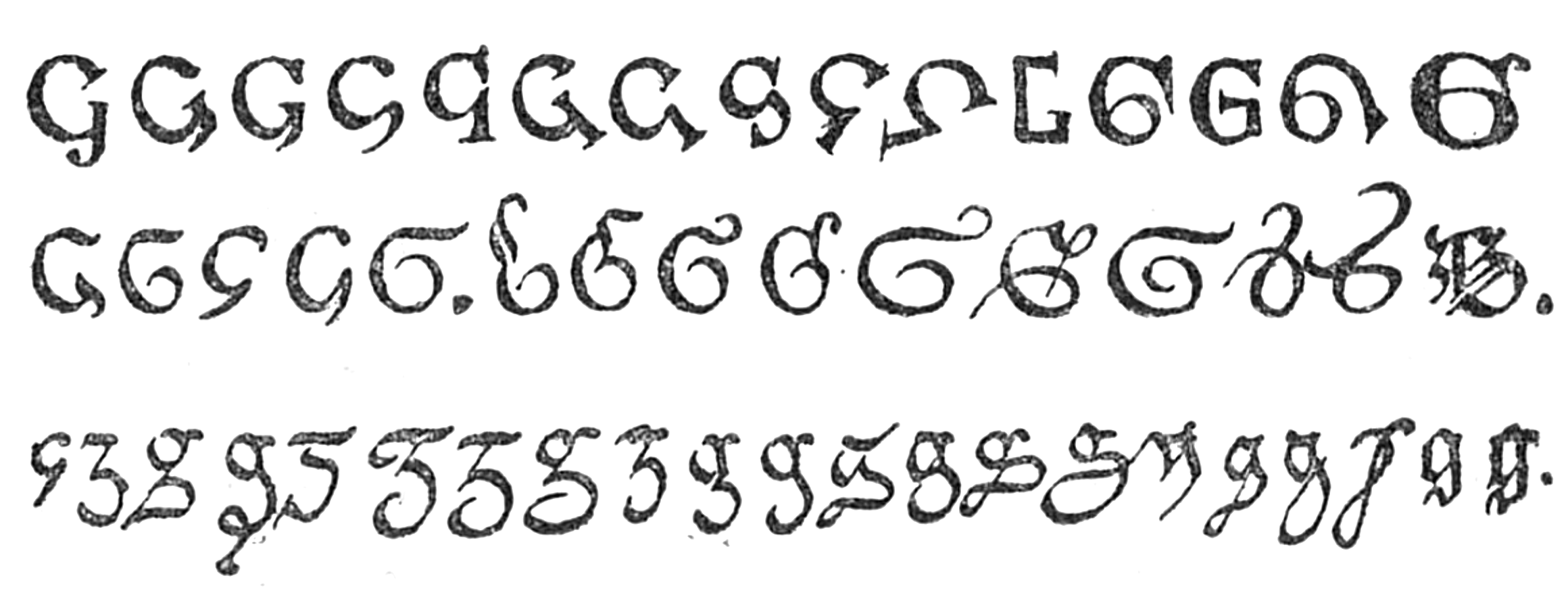
Formes majuscules et minuscules manuscrites de la lettre G dans le Dictionnaire des abréviations latines et française d’Alphonse Chassant.

## Phonétique

### En français
En français, le g se prononce [ʒ] quand il précède un e, un i ou un y, [ɲ] quand il précède un n, dans tous les autres cas il se prononce [g].

## Codage

### Informatique
| Lettre                   | G                        | G                        | g                         | g                         |
| ------------------------ | ------------------------ | ------------------------ | ------------------------- | ------------------------- |
| Nom Unicode              | Lettre capitale latine G | Lettre capitale latine G | Lettre minuscule latine G | Lettre minuscule latine G |
| Encodage                 | décimal                  | hexadécimal              | décimal                   | hexadécimal               |
| ASCII, ISO 8859, Unicode | 71                       | 47                       | 103                       | 67                        |
| EBCDIC                   | 199                      | C7                       | 135                       | 87                        |

### Radio
- Épellation alphabet radio
  - français : Gaston
  - international : Gallipoli
  - OACI/OTAN : Golf
  - anglais : George
  - allemand : Gustav
- En alphabet morse, la lettre G vaut « --· »

### Autres
| Signalisation | Signalisation | Langue des signes | Langue des signes | Écriture Braille |
| Pavillon      | Sémaphore     | française         | québécoise        | Écriture Braille |
| ------------- | ------------- | ----------------- | ----------------- | ---------------- |
|               |               |                   |                   |                  |

## Sources
- (de) Henri Jordan, Kritische Beiträge zur Geschichte der lateinischen Sprache, Weidmann, 1879 (lire en ligne)
- (en) George Hempl, « The Origin of the Latin letters G and Z », Transactions and Proceedings of the American Philological Association, The Johns Hopkins University Press, vol. 30,‎ 1899, p. 24–41 (DOI 10.2307/282560, JSTOR 282560)